# Puchar Polski (województwo mazowieckie) w piłce nożnej mężczyzn (2024/2025)
W sezonie 2024/2025 Puchar Polski na szczeblu regionalnym w województwie mazowieckim składał się z 4 rund, w których brali udział przedstawiciele III ligi z województwa mazowieckiego oraz zwycięzcy i finaliści rozgrywek okręgowych. Rozgrywki miały na celu wyłonienie zdobywcy Regionalnego Pucharu Polski w województwie mazowieckim i uczestnictwo na szczeblu centralnym Pucharu Polski w sezonie 2025/2026.

## Uczestnicy
| III liga | IV liga                                                                            | V liga | Klasa okręgowa                                                              |
| --- | ---------------------------------------------------------------------------------- | --- | --------------------------------------------------------------------------- |
| - Mławianka Mława - Świt Nowy Dwór Mazowiecki - Broń Radom - Victoria Sulejówek - Legia II Warszawa - Wisła II Płock | - KS CK Troszyn (OPP Ciechanów-Ostrołęka) - Mazovia Mińsk Mazowiecki (OPP Siedlce) | - Kasztelan Sierpc (OPP Płock) - Proch Pionki (OPP Radom) - Polonia II Warszawa (OPP Warszawa) - Delta Słupno (OPP Płock) - Mazur Karczew (OPP Warszawa) - Żbik Nasielsk (OPP Ciechanów-Ostrołęka) | - Powiślanka Lipsko (OPP Radom) - Mazovia II Mińsk Mazowiecki (OPP Siedlce) |

## 1/8 finału
| 2 kwietnia 2025 | Delta Słupno | 1:4 | Mazur Karczew |        |
| 16:30           |              |     |               | Wykowo |

| 2 kwietnia 2025 | Powiślanka Lipsko | 1:5 | Mławianka Mława |        |
| 18:00           |                   |     |                 | Lipsko |

| 2 kwietnia 2025 | KS CK Troszyn | 5:4 (pd.) | Świt Nowy Dwór Mazowiecki |         |
| 16:30           |               |           |                           | Troszyn |

| 1 kwietnia 2025 | Mazovia II Mińsk Mazowiecki | 3:2 (pd.) | Polonia II Warszawa |                  |
| 19:00           |                             |           |                     | Mińsk Mazowiecki |

| 2 kwietnia 2025 | Broń Radom | 4:2 (pd.) | Victoria Sulejówek |       |
| 18:00           |            |           |                    | Radom |

| 2 kwietnia 2025 | Proch Pionki | 0:4 | Legia II Warszawa |        |
| 16:30           |              |     |                   | Pionki |

| 2 kwietnia 2025 | Żbik Nasielsk | 1:3 | Mazovia Mińsk Mazowiecki |          |
| 17:00           |               |     |                          | Nasielsk |

| 2 kwietnia 2025 | Kasztelan Sierpc | 2:5 | Wisła II Płock |        |
| 19:30           |                  |     |                | Sierpc |

## 1/4 finału
| 23 kwietnia 2025 | Mazur Karczew | 3:2 | Mławianka Mława |         |
| 17:00            |               |     |                 | Karczew |

| 23 kwietnia 2025 | Mazovia II Mińsk Mazowiecki | 2:5 | KS CK Troszyn |                  |
| 19:00            |                             |     |               | Mińsk Mazowiecki |

| 23 kwietnia 2025 | Broń Radom | 0:0 k. 1:4 | Legia II Warszawa |       |
| 19:00            |            |            |                   | Radom |

| 23 kwietnia 2025 | Mazovia Mińsk Mazowiecki | 1:1 k. 5:6 | Wisła II Płock |                  |
| 16:30            |                          |            |                | Mińsk Mazowiecki |

## 1/2 finału
| 14 maja 2025 | Mazur Karczew | 1:3 | KS CK Troszyn |         |
| 17:00        |               |     |               | Karczew |

| 14 maja 2025 | Legia II Warszawa | 4:0 | Wisła II Płock |          |
| 17:00        |                   |     |                | Urszulin |

## Finał
| 4 czerwca 2025 | KS CK Troszyn | 1:3 | Legia II Warszawa |          |
| 19:00          |               |     |                   | Warszawa |